# Сєнічкін Андрій Олексійович
Андрій Олексійович Сєнічкін (нар. 1 травня 1991) — український гімнаст. Учасник Олімпійських ігор 2016.

## Виступи на Олімпіадах
| Олімпіада | Дисципліна        | Місце |
| --------- | ----------------- | ----- |
| Ріо 2016  | командна першість | 8     |